# جيري روبنسون (لاعب كرة قدم)
جيري روبنسون (بالإنجليزية: Jerry Robinson)‏ (18 ديسمبر 1956 بسان فرانسيسكو في الولايات المتحدة - ) هو لاعب كرة قدم أمريكية ولاعب كرة قدم أمريكي في مركز ظهير ‏. لعب مع فيلادلفيا إيقلز.

## وصلات خارجية
- جيري روبنسون (لاعب كرة قدم) على موقع مرجع كرة القدم المحترفة.كوم (الإنجليزية)